# Isolotti del Candeliere
Gli isolotti del Candeliere sono un gruppo di isolotti del mar di Sardegna situati nella Sardegna settentrionale, prospicienti l'isola dell'Asinara.

Appartengono amministrativamente al comune di Porto Torres.